# Powstanie Buławina
Powstanie Buławina – powstanie chłopów i Kozaków w  Rosji w latach 1707–1708, dowodzone przez Kondratija Buławina. 
Z powodu wzmożonego ucisku feudalnego chłopów, nad Donem i Wołgą ustawicznie wrzało. W 1707 roku doszło do rewolty na czele której stanął Kondratij Buławin. Główną przyczyną powstania było wysłanie przez cara Piotra I ekspedycji, która miała odszukać wśród Kozaków dońskich zbiegłych chłopów, co naruszało tradycyjny wśród Kozaków azyl udzielany wszelkim przybyszom. Walki rozpoczęły się 9 października 1707 roku od ataku na oddział kniazia Jurija Dołgorukiego. Oddział liczący około 1000 żołnierzy (ekspedycja karną skierowana przeciw zbiegłym chłopom) został rozbity, a Dołgoruki poległ. 
Do ważnej bitwy doszło 9 kwietnia 1708 roku nad rzeką Liskowatką, zakończonej zwycięstwem powstańców, którzy zdobyli nawet działa i amunicję. To spowodowało wybuch powstania na całym obszarze dońskim.
Przeciwko powstańcom wysłano jednak kolejne oddziały wojska dowodzone między innymi przez Wasilija Dołgorukowa, brata zabitego kniazia Jurija. 
Ostatecznie powstanie kozacko-chłopskie zostało stłumione przez wojska carskie latem 1708 roku, a ataman Buławin po przegranej bitwie pod Azowem popełnił samobójstwo.